# Serrat del Puit (Pinell de Solsonès)
|  | Aquest article tracta sobre el Serrat del Puit de Pinell de Solsonès. Vegeu-ne altres significats a « Serrat del Puit (Tremp)». |

El Serrat del Puit és una muntanya de 885 metres que es troba al municipi de Pinell de Solsonès, a la comarca catalana del Solsonès.